# Змееголовки
Змееголо́вки, или змеегла́зки (лат. Ophisops), — род чешуйчатых семейства настоящих ящериц.

## Описание
Небольшие стройные ящерицы. Отсутствуют раздельные веки, центральная часть нижнего века прозрачна, как у змей. Многие представители покрыты узорами. Относительно длины тела, длина ног не очень велика.

## Распространение
Змееголовки распространены от Северной Африки и юго-восточной Европы на западе до Пакистана и центральной Индии на востоке. На территории стран бывшего СССР в встречается стройная змееголовка (Ophisops elegans), которая распространена в Закавказье (Азербайджане, Армении, восточной Грузии, возможно, существует популяция в российской предгорной Чечне).

## Видовой состав
По данным сайта The Reptile Database, на сентябрь 2020 года в род включают 10 видов:
- Ophisops beddomei (Jerdon, 1870) — Змееголовка Беддоме
- Ophisops elbaensis Schmidt & Marx, 1957 — Египетская змееголовка
- Ophisops elegans Ménétries, 1832 — Стройная змееголовка
- Ophisops jerdonii Blyth, 1853 — Змееголовка Джердона
- Ophisops kutchensis Agarwal et al., 2018
- Ophisops leschenaultii (Milne-Edwards, 1829)
- Ophisops microlepis Blanford, 1870 — Мелкочешуйчная змееголовка
- Ophisops minor Deraniyagala, 1971
- Ophisops occidentalis (Boulenger, 1887)
- Ophisops pushkarensis Agarwal et al., 2018

- Ophisops leschenaultii